# Alberto Moreno
Alberto Moreno (, ) também chamado de "Rei do brega-pop", é um brasileiro cantor e compositor de brega.
Pertenceu ao movimento brega no estado do Pará, no final da década de 1990, junto com alguns outros artistas nortistas, como: Wanderley Andrade, Edilson Moreno e Cléo Soares, com a introdução de teclados e elementos de pop-rock das décadas de 1950 e 1960 na música regional, dando origem ao rítmo Brega-Pop, atualmente conhecidos como "brega marcante".

## Discografia
Os álbuns que Alberto Moreno gravou são:
- Agora Eu Não Sei
- Comerciante do Amor
- Não Me Deixe Sem Você
- Pequenino amor
- Tímido
- Se você me quer
- História de Rubi

## Destaques
Entre as músicas que gravou, ganharam destaques:
- Agora Eu Não Sei Não
- Fazer Amor Contigo
- Amor Amor
- Se Você Me Quer
- Ei Amor Onde Tu Está?
- Fã Incondicional
- Menina Dengosa
- Morrendo de Saudade
- Que Bobo Eu Sou
- O Tímido